# Návrat k zítřku
Návrat k zítřku (v anglickém originále Return to Tomorrow) je 20. díl druhé řady seriálu Star Trek. Premiéra epizody v USA proběhla 9. února 1968, v České republice 28. února 2003.

## Příběh
Hvězdného data 4768.3 hvězdná loď USS Enterprise NCC-1701 pod vedením kapitána Jamese Tiberia Kirka objevuje planetu podobnou Zemi, která je ovšem už přes pět set tisíc let mrtvá bez potřebné atmosféry. Najednou přímo na můstku promlouvá ke kapitánovi cizí hlas, který se představí jako Sargon a přívětivým hlasem chce po Kirkovi, aby se vydal s panem Spockem na planetu. Když Kirk namítá, že nemohou žít v daných podmínkách, hlas jej ujišťuje, že vše zařídí. Záhy se objevuje pod povrchem země komora a transportéry jsou schopné přenést výsadek hluboko pod zem. V transportní místnosti se objevuje také doktorka Ann Mullhalová, které hlas přikázal se hlásit k výsadku. Při přenosu jsou přeneseni všichni až na členy ochranky.
V místnosti se nachází blikající koule o velikosti stolního glóbu, která se představuje jako Sargon. Zástupce dávné civilizace, která kdysi procházela vesmírem a po dlouhém vývoji skončila jako entita čisté energie. Výsadku vysvětluje, že lidstvo patrně budou jejích potomci. Sami sebe málem zničili při souboji dvou stran, ale na poslední chvíli zástupci obou stran vytvořili sál a uchovali několik dalších schránek pro pozdější vzkříšení. Sargon zůstal v oddělené místnosti, aby pátral po obloze. Když se Kirk ptá, co po nich Sargon chce, pronikne do jeho těla a ovládá jej. Ostatní uklidňuje, že Kirk je v pořádku, ale jeho mysl není dostatečně silná pro komunikaci bez těla. Jeho tělo však neustále zvyšuje teplotu a puls a tak Sargon musí zpět do své schránky. Vysvětluje, že chtějí jejich těla pro sestrojení mechanických robotů a následně je vrátí. Navíc, pokud zástupci lidí nebudou souhlasit, mohou klidně odletět. Po delší debatě všichni souhlasí. Sargon, jeho žena Thalassa a zástupce druhé strany Henoch mají k dispozici těla kapitána Kirka, pana Spocka a Dr. Mullhalové. Lidské těla kapitána Kirka a Dr. Mullhalové ovšem trpí opět zvýšením teploty a zrychlením metabolismu. Sargon a Thalassa musí zpět do schránek a prosí Henocha, aby připravil injekce pro utlumení metabolismu. Henoch připraví injekce, ale má v plánu Sargona zabít a to i s Kirkovým tělem. Sestra Chapelová je z toho v šoku, ale Henoch jí ihned vymaže tuto vzpomínku z paměti.
Sargon a Thalassa vyrábí součástky pro androidy, ale Henoch se je snaží postupně přesvědčit, že by si měli nechat lidská těla. Když i Thalassa přemlouvá Sargona, že s umělými těly nebudou vlastně spolu, Kirkovo tělo kolabuje a Dr. McCoy konstatuje smrt. Není si jistý, zdali je opravdu mrtvý, protože jeho vědomí je vlastně stále uklizeno ve schránce. Thalassa nabízí McCoyovi, že může kapitána přivést zpět k životu, ale požaduje jeho mlčení, když si ona nechá tělo mladé doktorky. Dokonce i doktorovi vyhrožuje, ale nakonec se mu rozhodne neublížit a v tom se ozývá Sargon, který nebyl mrtvý ale tušil Henochovou zradu. Oba dva ničí všechny schránky a odchází v těle sestry Chapelové. Když se McCoy vrátí je zpět Kirk ve svém těle a chce po doktorovi připravit jed smrtelný pro vulkánce, aby zabili Henocha. Henoch na můstku McCoye zastaví a chce po Chapelové, aby injekci píchla doktorovi. Ta ale její obsah vpraví do Spockova těla. Henoch se chce přenést, ale Sargon mu to neumožní a tak umírá. Když Kirk lituje ztráty pana Spocka, Sargon k němu promluví, že nemůže jej připravit o někoho tak blízkého a Spocka probudí. Potřeboval pouze aby si ostatní mysleli, že injekce je jedovatá a tím tomu uvěřil i Henoch.
Závěrem prosí Sargon kapitána Kirka a doktorku, jestli by jim ještě jednou nepůjčili jejich těla, aby mohl být se svou ženou naposledy spolu.